# مانويل بينيتو إراولا دي كاسترو
مانويل بينيتو إراولا دي كاسترو هو طبيب وسياسي كولومبي، ولد في 21 يناير 1751 في بوغوتا في كولومبيا، وتوفي بنفس المكان في 5 مارس 1826.